# Tristaniopsis kinabaluensis
Tristaniopsis kinabaluensis är en myrtenväxtart som beskrevs av Peter Shaw Ashton. Tristaniopsis kinabaluensis ingår i släktet Tristaniopsis och familjen myrtenväxter.

## Underarter
Arten delas in i följande underarter:
- T. k. kinabaluensis
- T. k. silamensis